# Idea leuconoe
Idea leuconoe é uma espécie de borboleta da família Nymphalidae, com origem no Sudoeste Asiático. É conhecida pela sua presença em estufas e exposições de borboletas.

## Galeria

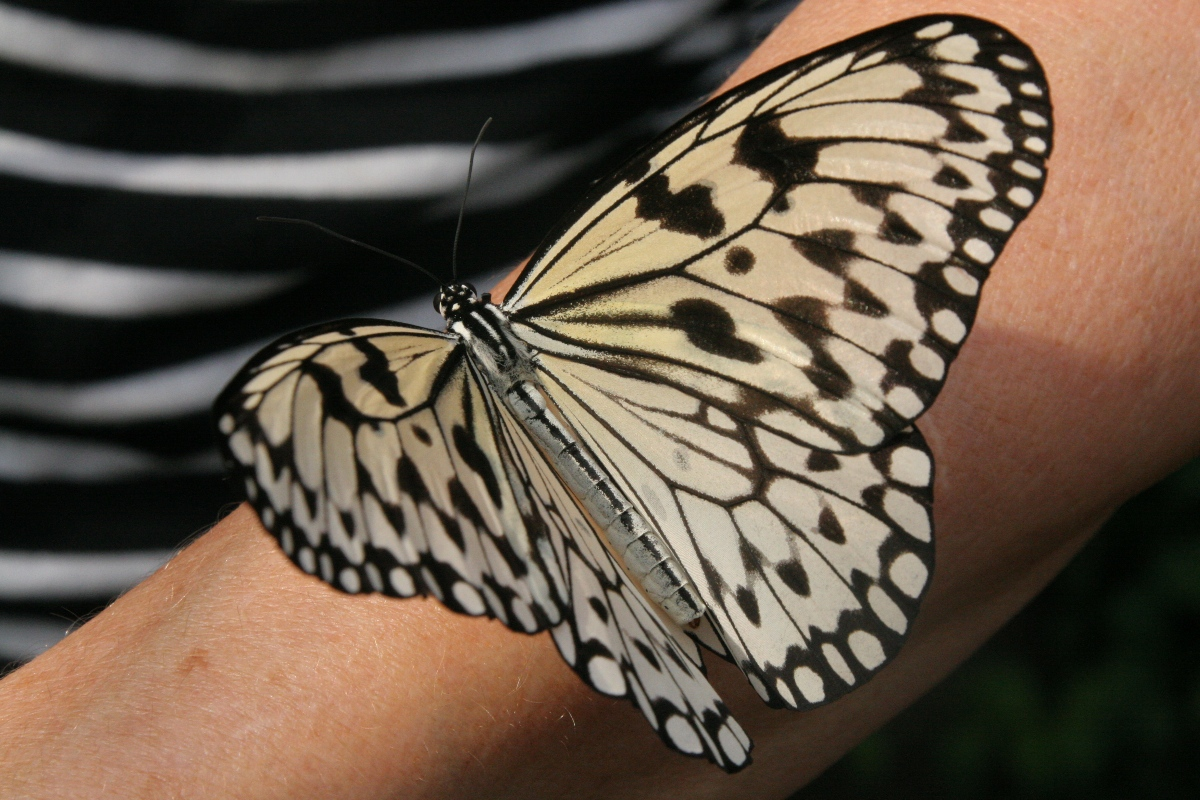
Monsanto Insectarium, St. Louis Zoo
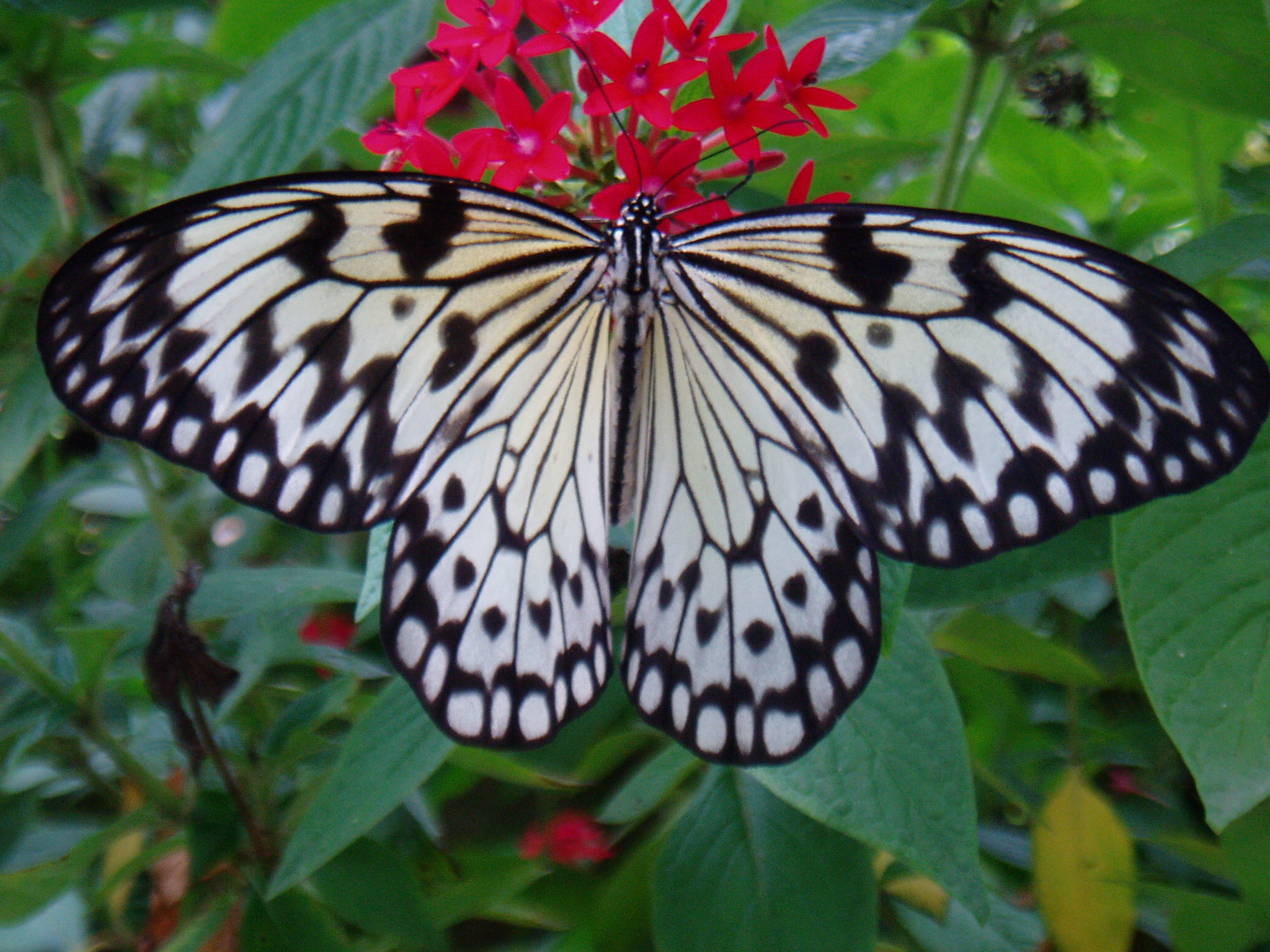
Idea leuconoe Butterfly World, Coconut Creek
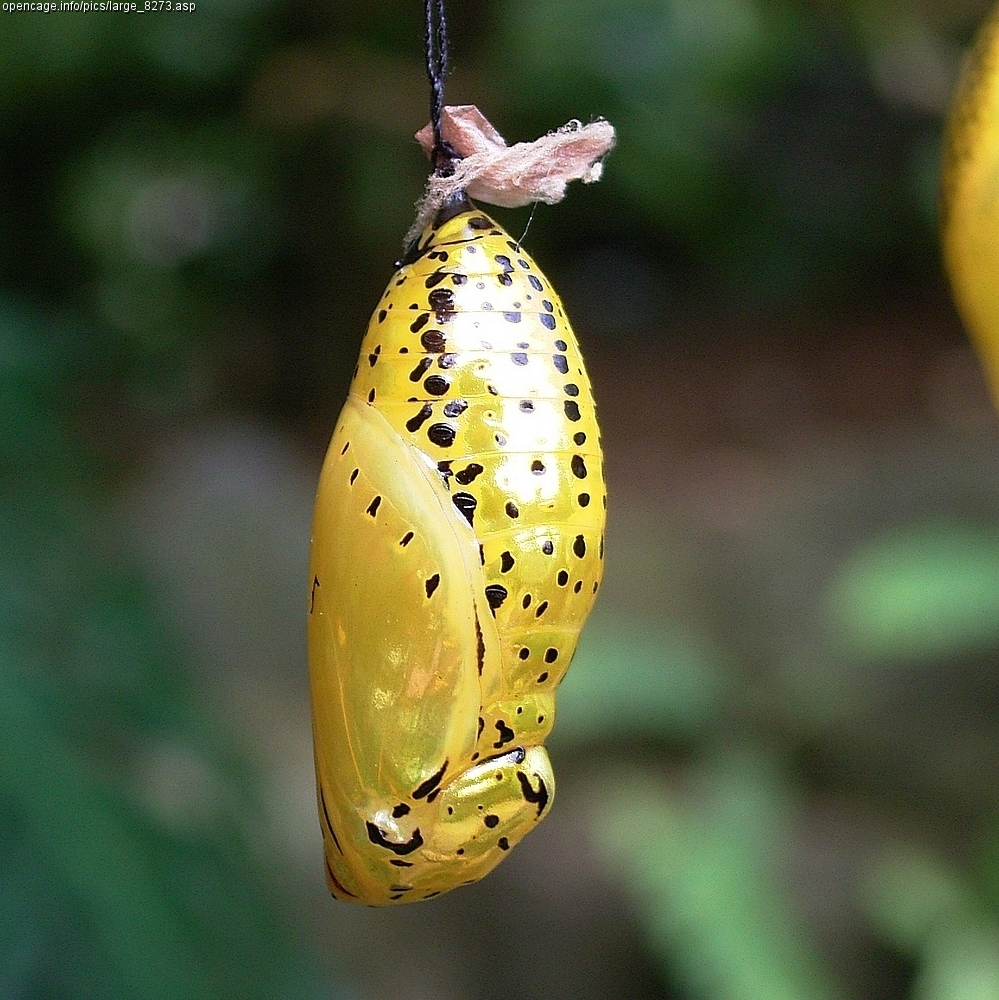
Pupa